# Ganglio simpático
Los ganglios simpáticos son ganglios autonómicos del sistema nervioso simpático. Llevan información al cuerpo relacionado al estrés y sobre peligros inminentes y son los responsables de la respuesta de pelea o huida clásicos. Contienen aproximadamente entre 20000–30000 cuerpos celulares y se localizan en largas cadenas cercanas a y a ambos lados de la médula espinal.

## Anatomía

### Ganglios de la cadena simpática
Los ganglios de la cadena simpática, también llamados ganglios paravertebrales (paralelo a las vértebras), se localizan justo en la cara anterior y lateral de la médula espinal de modo bilateralmente simétrico. La cadena de ganglios se extiende desde la parte superior del cuello hasta el hueso coxal, formando los ganglios coxales que, por cierto, son impares. Los nervios pre-ganglionares provenientes de la médula espinal hace sinapsis en uno de los ganglios de la cadena y las fibras post-ganglionares se extienden a un órgano efector, típicamente una víscera en la cavidad torácica.
Hay un ganglio simpático por cada vértebra, aunque tienden a fusionarse. El ganglio simpático tiene conexión con el nervio vertebral por dos ramos:
- ramo comunicante gris → es posterolateral, sin mielina
- ramo comunicante blanco → es posteromedial, rodeado de mielina, se encuentra de T1 a L2

### Ganglios colaterales
Las neuronas de los ganglios colaterales, también llamados ganglios prevertebrales, reciben información de los nervios esplácnicos e inervan los órganos de la región abdominal y pélvica. Estos ganglios incluyen el ganglio celíaco (el más grande de los ganglios prevertebrales), mesentérico superior e inferior.

### Anatomía aplicada
Estos ganglios simpáticos pueden anestesiarse con punción abdominal con fines terapéuticos, y la técnica se denomina bloqueo anestésico del sistema autonómico. Fue muy utilizado en la década de 1940.